# Nguyễn An (nhạc sĩ)
Nguyễn An (1930 – 2011) là nhạc sĩ Việt Nam, được tặng Giải thưởng Nhà nước về Văn học Nghệ thuật năm 2007. Ca khúc Em có nghe âm thanh ngày mới là tác phẩm nổi tiếng nhất của ông.

## Tiểu sử
Nguyễn An sinh năm 1930, quê ở thị trấn Ninh Giang, Hải Dương. Ông tham gia kháng chiến chống Pháp từ tháng 12 năm 1946 tại Huyện đoàn Thanh niên Ninh Giang, sau đó vào bộ đội. Năm 1949, nhờ năng khiếu về đàn và hát, ông được chuyển về Đoàn Tuyên truyền văn nghệ của Liên khu III. Năm 1951, ông được chuyển về Đoàn văn công đại đoàn Đồng Bằng và hoạt động ở vùng địch hậu Hà Nam Ninh và Thái Bình. Thời gian này ông đã nổi tiếng với bài hát "Về đồng bằng" được nhiều người hát. Năm 1954, ông về đoàn II Văn công Tổng cục Chính trị.
Năm 1955 ông trở lại đoàn Đồng Bằng để tham gia tiếp quản thành phố Hải Phòng. Năm 1957 khi đoàn Đồng Bằng sáp nhập với các đoàn khác để trở thanh đoàn văn công Hữu Ngạn, ông được điều về Bộ tư lệnh Công an nhân dân vũ trang.
Năm 1959, Nguyễn An về tham gia thành lập Đoàn Văn công lực lượng Công an Nhân dân Vũ trang (tiền thân của Đoàn Ca múa Bộ đội Biên phòng hiện nay), giữ các chức vụ Phó đoàn, rồi Trưởng đoàn.
Năm 1971, Nguyễn An chuyển về Đài Tiếng nói Việt Nam làm Trưởng phòng Biên tập Âm nhạc, Ban Văn Nghệ Đài Tiếng nói Việt Nam, cho đến khi nghỉ hưu năm 1990.
Ông mất ngày 26 tháng 10 năm 2011.

## Sự nghiệp
Những bài hát đầu tiên của Nguyễn An như “Dáng cờ”, “Cô gái Sơn Tây” và đặc biệt là “Về đồng bằng”... đã ghi tên ông vào lịch sử âm nhạc thời chống Pháp.
Năm 1955, trở lại lại đoàn Đồng Bằng, chuẩn bị tiếp quản Hải Phòng, Nguyễn An đã kịp thời sáng tác bài hát Về Hải Phòng tạo được không khí phấn khởi đối với quân dân Hải Phòng trong những ngày đầu tiếp quản.
Khi về công tác tại Đoàn Văn công lực lượng Công an Nhân dân Vũ trang, ông sáng tác nhiều tác phẩm và tổ chức nhiều chuyến lưu diễn phục vụ các chiến sĩ biên phòng. Một trong những tác phẩm đáng chú ý thời kỳ này là bài hát “Giữ cho em tiếng hót chim rừng”. Với lời ca mộc mạc, dung dị, bố cục giai điệu khúc triết tạo nên một bức tranh xinh xắn, tươi đẹp về một miền quê vùng núi thắm tình quân dân, chan chứa niềm tin yêu của bà con đối với người chiến sĩ biên phòng. Bài hát đã được tặng giải thưởng của Hội Nhạc sĩ Việt Nam.
Giai đoạn này, Nguyễn An còn khá thành công trong một loạt tác phẩm như: Em có nghe âm thanh ngày mới, Chân trời mới quê tôi, Chào Đà Nẵng dũng sĩ bên bờ biển Đông, Dũng sĩ thành Quảng Trị, Những bông sen những mái chèo, Dấu chân binh đoàn, Nhớ biển nhớ bờ... (ca khúc); Tiếng gọi núi rừng, Đường ra tiền tuyến... (Hợp xướng - Giao hưởng); Tiếng sáo lạ, Con ngựa bất kham... (nhạc múa) v.v... Riêng bài hát “Em có nghe âm thanh ngày mới” với một tư duy và bút pháp khác lạ, sôi nổi, hào hứng. Ngay khi phát trên sóng Đài Tiếng nói Việt Nam, bài hát đã được đông đảo thính giả đón nhận nhiệt liệt.
Ngoài mảng ca khúc, Nguyễn An còn viết nhạc không lời với các tác phẩm tiêu biểu như: Đường ra tiền tuyến, Biến tấu khúc (viết cho Clarinette và piano), Tứ tấu (viết cho dàn dây)... nhạc cho Múa như: Múa tây hẩy, Con ngựa bất kham, Tiếng sáo lạ, nhạc phim Giới tuyến.
Về tuyển tập âm nhạc, Nguyễn An đã xuất bản: Tập 5 bài hát Cô gái Sơn Tây (1952); Tập 5 bài hát Đi theo tiếng gọi Bác Hồ (1973); Tuyển tập 6 ca khúc (Nhà xuất bản Văn hoá, 1985); Hợp xướng Tiếng gọi núi rừng (Nhà xuất bản Văn hoá, 1986); Nhạc tuyển 12 bài hát và băng cassette do DIHAVINA và Hội Nhạc sĩ Việt Nam phát hành, 1996.
Với sự lao động nghệ thuật nghiêm túc, Nguyễn An đã được trao tặng nhiều giải thưởng về âm nhạc như giải thưởng của Hội Nhạc sĩ Việt Nam (1960, 1995) và của Tổng Cục Chính trị (1984). Năm 2007, ông được tặng Giải thưởng Nhà nước về Văn học Nghệ thuật với các ca khúc: Về đồng bằng, Giữ cho em tiếng hót chim rừng, Em có nghe âm thanh ngày mới, Những bông sen và những mái chèo, Tiếng gọi núi rừng.

## Tác phẩm chính

### Âm nhạc
- "Tiếng hát của Hà Nội hôm nay"
- "Về đồng bằng"
- Em có nghe âm thanh ngày mới,
- Chân trời mới quê tôi,
- Chào Đà Nẵng dũng sĩ bên bờ biển Đông,
- Dũng sĩ thành Quảng Trị,
- Những bông sen những mái chèo,
- Dấu chân binh đoàn,
- Nhớ biển nhớ bờ... (ca khúc);
- Tiếng gọi núi rừng, Đường ra tiền tuyến... (Hợp xướng - Giao hưởng);
- Tiếng sáo lạ, Con ngựa bất kham... (nhạc múa)

### Tuyến tập
- Tập 5 bài hát Cô gái Sơn Tây (1952)
- Tập 5 bài hát Đi theo tiếng gọi Bác Hồ (1973)
- Tuyển tập 6 ca khúc (Nhà xuất bản Văn hoá, 1985)
- Hợp xướng Tiếng gọi núi rừng (Nhà xuất bản Văn hoá, 1986)
- Nhạc tuyển 12 bài hát và băng cassette do DIHAVINA và Hội Nhạc sĩ Việt Nam phát hành, 1996.

## Giải thưởng
- Giải thưởng của Hội Nhạc sĩ Việt Nam (1960, 1995)
- Giải thưởng của Tổng Cục Chính trị (1984)

## Vinh danh
- Giải thưởng Nhà nước về Văn học Nghệ thuật năm 2007